# 卡瓦力

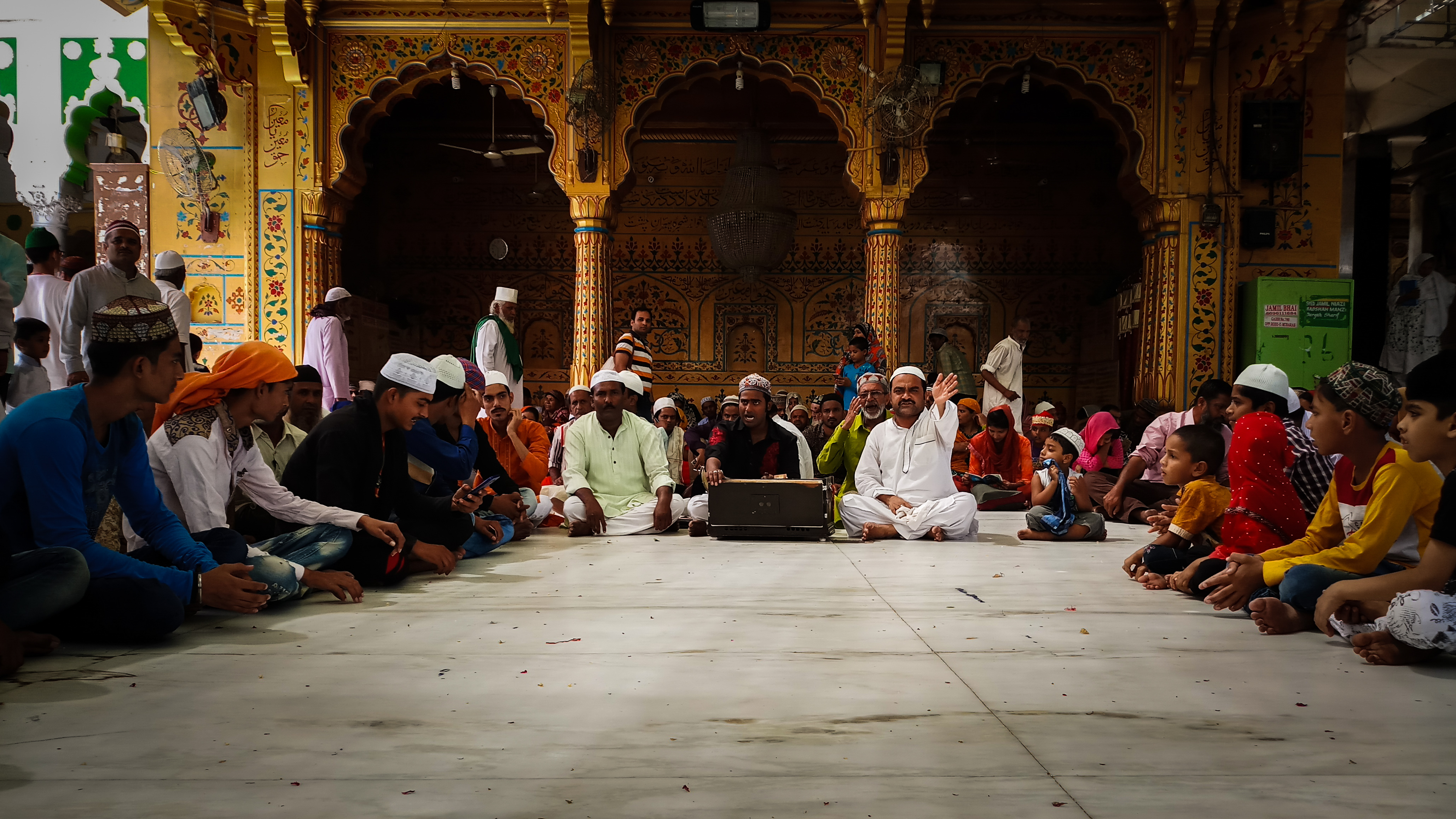
在阿杰梅尔圣殿中演奏的卡瓦利

卡瓦力（波斯体：قوّالی‬；旁遮普語： （古木基文）；印地语：क़व्वाली；孟加拉语：কাওয়ালি），又译卡瓦利，是苏非派的一种宗教音乐，在神庙中唱誦。它起源于印度次大陆，传说是13世纪德里的苏菲派圣人阿米尔·库斯洛将波斯、阿拉伯和印度音乐融合而形成的。20世纪它开始走出庙宇，通过努斯拉·法帖·阿里·汗等音乐家传播而走向了世界。
卡瓦力多以波斯语、乌尔都语、印地语、孟加拉语和旁遮普语歌唱，也有少数是以西莱基语等地方性语言流传下来的。

### 現況
卡瓦力在一些地方會定期獻唱，如印度新德里的 尼薩姆丁聖陵每週四晚都會有吟唱時段，被譽為卡瓦力之父的阿米爾．庫斯洛的墓地也在該處。